# Olga Razanamalala
Hanitrasoa Olga Razanamalala (* 8. September 1988) ist eine madagassische Hürdenläuferin, die sich auf den 400-Meter-Hürdenlauf spezialisiert hat.

## Sportliche Laufbahn
Erste internationale Erfahrungen sammelte Olga Razanamalala 2005 bei den Jugendweltmeisterschaften in Marrakesch, bei denen sie über 200 und 400 Meter mit 25,13 s und 58,20 s je in der ersten Runde ausschied. Anschließend belegte sie mit der madagassischen 4-mal-100-Meter-Staffel bei den Spielen der Frankophonie in Niamey in 46,58 s den vierten Platz. 2010 belegte sie bei den Afrikameisterschaften in Nairobi in 57,51 s den sechsten Platz im Hürdenlauf und im Jahr darauf schied sie bei den Weltmeisterschaften in Daegu mit 57,25 s im Vorlauf aus, ehe sie bei den Afrikaspielen in Maputo in 58,78 s auf Rang sechs gelangte. Vier Jahre später nahm sie erneut an den Afrikaspielen in Brazzaville teil und wurde dort in 60,16 s Siebte. 2018 schied sie bei den Afrikameisterschaften in Asaba in der ersten Runde aus und im Jahr darauf belegte sie bei ihren dritten Afrikaspielen in Rabat in 59,74 s den siebten Platz. Zudem belegte sie mit der Staffel in 46,02 s den fünften Platz.

## Bestleistungen
- 400 Meter: 53,76 s, 24. Juni 2011 in Colmar
- 400 m Hürden: 57,25 s, 29. August 2011 in Daegu